# Calcio Avellino 2018-2019
Questa voce raccoglie le informazioni riguardanti il Calcio Avellino Società Sportiva Dilettantistica nelle competizioni ufficiali della stagione 2018-2019.

## Divise e sponsor
Per la stagione 2018-2019 lo sponsor tecnico è Joma, mentre lo sponsor ufficiale è Sidigas.
| Casa | Trasferta |

## Organigramma societario
Area direttiva
- Presidente: Claudio Mauriello
- Vice presidente: Gianandrea De Cesare
- Direttore operativo: Luigi Carbone
- Direttore sportivo: Carlo Musa

Area organizzativa
- Segretario generale: Luigi Iuppa
- Segretario sportivo: Alberto Colarusso
- Team manager: Christian Vecchia
- Magazziniere: Antonio De Luca

Area marketing
- Addetto stampa: Matarazzo Giuseppe

Area tecnica
- Allenatore: Archimede Graziani (fino al 2/12/18), poi Giovanni Bucaro (dal 19/2/18)
- Allenatore in seconda: Maurizio Macchioni, poi Daniele Cinelli
- Preparatore dei portieri: Fabio Patuzzi
- Preparatore atletico: Pietro La Porta
- Match analyst: Luca Tulino
- Allenatore Juniores: Dario Rocco

Area sanitaria
- Medico sociale: Gennaro Esposito
- Massaggiatore: Alberto Ambrosone
- Massaggiatore: Alessandro Picariello

## Calciomercato

### Sessione estiva (dall'1/7 al 31/8)
| Acquisti | Acquisti                 | Acquisti    | Acquisti   |
| R.       | Nome                     | da          | Modalità   |
| -------- | ------------------------ | ----------- | ---------- |
| P        | Stefano Bruno            | Benevento   | svincolato |
| P        | Ettore Lagomarsini       | Carrarese   | svincolato |
| P        | Domenico Longobardi      | San Severo  | svincolato |
| D        | Niccolò Dondoni          | Clodiense   | svincolato |
| D        | Vladimir Michaijlovs'kij | Gozzano     | svincolato |
| D        | Nicholas Mithra          | Lanusei     | svincolato |
| D        | Andrea Nocerino          | Taranto     | prestito   |
| D        | Rocco Patrignani         | Perugia     | prestito   |
| D        | Michael Scarf            | Carpi       | svincolato |
| D        | Rafal Urbanski           | Cagliari    | prestito   |
| C        | Gennaro Acampora         | Pavia       | svincolato |
| C        | Francesco Buono          | Ternana     | svincolato |
| C        | Matteo Gerbaudo          | Pordenone   | svincolato |
| C        | Kelvin Matute            | Juve Stabia | svincolato |
| C        | Fabiano Parisi           | Benevento   | prestito   |
| C        | Alessandro Totaro        | Salernitana | prestito   |
| C        | Alessio Tribuzzi         | Frosinone   | prestito   |
| A        | Nicola Ciotola           | Fondi       | svincolato |
| A        | Alessandro De Vena       | Casertana   | svincolato |
| A        | Ferdinando Sforzini      |             | svincolato |
| A        | Salvatore Molinaro       | Palmese     | svincolato |
| A        | Eleoenai Tompte          | Rimini      | svincolato |
| A        | Michael Ventre           | Igea Virtus | svincolato |

| Cessioni | Cessioni | Cessioni | Cessioni |
| R.       | Nome     | a        | Modalità |
| -------- | -------- | -------- | -------- |

### Operazioni successive alla sessione estiva
| Acquisti | Acquisti                  | Acquisti | Acquisti   |
| R.       | Nome                      | da       | Modalità   |
| -------- | ------------------------- | -------- | ---------- |
| D        | Filippo Capitanio         |          | svincolato |
| C        | Alessandro Di Paolantonio |          | svincolato |

| Cessioni | Cessioni | Cessioni | Cessioni |
| R.       | Nome     | a        | Modalità |
| -------- | -------- | -------- | -------- |

### Sessione di dicembre(dall'1/12 al 14/12)
| Acquisti | Acquisti            | Acquisti   | Acquisti   |
| R.       | Nome                | da         | Modalità   |
| -------- | ------------------- | ---------- | ---------- |
| D        | Matteo Dionisi      | Latina     | svincolato |
| D        | Endurance Omohonria | Mantova    | svincolato |
| C        | Franco Da Dalt      | Campobasso | svincolato |

| Cessioni | Cessioni                 | Cessioni | Cessioni   |
| R.       | Nome                     | a        | Modalità   |
| -------- | ------------------------ | -------- | ---------- |
| P        | Stefano Bruno            | Bastia   | prestito   |
| D        | Vladimir Michaijlovs'kij |          | svincolato |
| D        | Michael Scarf            | Sorrento | definitivo |
| C        | Gennaro Acampora         |          | svincolato |
| C        | Andrea Nocerino          |          | svincolato |
| A        | Michael Ventre           |          | svincolato |

### Sessione invernale(dall'1/1 al 31/1)
| Acquisti | Acquisti        | Acquisti  | Acquisti   |
| R.       | Nome            | da        | Modalità   |
| -------- | --------------- | --------- | ---------- |
| P        | Aniello Viscovo | Crotone   | svincolato |
| D        | Lorenzo Betti   | Foggia    | prestito   |
| C        | Alessio Rizzo   | Catania   | prestito   |
| A        | Luis Alfageme   | Casertana | svincolato |
| A        | Vincenzo Pepe   | Potenza   | svincolato |

| Cessioni | Cessioni          | Cessioni    | Cessioni      |
| R.       | Nome              | a           | Modalità      |
| -------- | ----------------- | ----------- | ------------- |
| D        | Rafal Urbanski    | Cagliari    | fine prestito |
| C        | Alessandro Totaro | Salernitana | fine prestito |

### Operazioni successive alla sessione invernale
| Acquisti | Acquisti     | Acquisti | Acquisti   |
| R.       | Nome         | da       | Modalità   |
| -------- | ------------ | -------- | ---------- |
| D        | Walter Zullo |          | svincolato |

| Cessioni | Cessioni | Cessioni | Cessioni |
| R.       | Nome     | a        | Modalità |
| -------- | -------- | -------- | -------- |

## Risultati

### Serie D

#### Girone d'andata
| Arbitro: | Scatena (Avezzano) |

|              |           |                                               |
| Cardella 42’ | Marcatori | 26’ Gerbaudo 35’ Buono 50’ De Vena 75’ Tompte |

| Arbitro: | Virgilio (Trapani) |

|                        |           |           |
| De Vena 47’ Morero 49’ | Marcatori | 33’ Pippi |

| Arbitro: | Catanoso (Reggio Calabria) |

|                   |           |                               |
| Matute 79’ (aut.) | Marcatori | 51’ De Vena 56’, 65’ Sforzini |

| Arbitro: | Turrini (Firenze) |

|              |           |                 |
| Sforzini 68’ | Marcatori | 23’ Di Giovanni |

| Arbitro: | Nicolini (Brescia) |

|                                                   |           |  |
| Tribuzzi 47’ Sforzini 59’ (rig.) Carbonelli 90+3’ | Marcatori |  |

| Arbitro: | Giaccaglia (Jesi) |

|                                                         |           |              |
| Tortolano 11’ (rig.), 27’ (rig.) Nanni 49’ D'Andrea 77’ | Marcatori | 20’ Tribuzzi |

| Arbitro: | Bianchini (Perugia) |

|                               |           |                 |
| Morero 40’ De Vena 70’ (rig.) | Marcatori | 53’ (rig.) Ladu |

| Arbitro: | Frascaro (Firenze) |

|                                   |           |  |
| Abate 33’ Mattia 42’ Di Maira 73’ | Marcatori |  |

| Arbitro: | Cavaliere (Paola) |

|             |           |               |
| De Vena 49’ | Marcatori | 77’ Antonelli |

| Monterosi 4 novembre 2018, ore 14:30 CEST 10ª giornata | Monterosi                   | 0 – 0 | Avellino | Stadio Marcello Martoni (500 spett.)\| Arbitro: \| Delrio (Reggio nell'Emilia) \| |
| Arbitro:                                               | Delrio (Reggio nell'Emilia) |       |          |                                                                                   |

| Arbitro: | Bertini (Lucca) |

|             |           |  |
| De Vena 60’ | Marcatori |  |

| Arbitro: | Galipò (Firenze) |

|                         |           |             |
| Corvia 23’ La Penna 46’ | Marcatori | 49’ Ciotola |

| Arbitro: | Croce (Novara) |

|                                     |           |               |
| De Vena 10’ Montesi 14’ Ciotola 42’ | Marcatori | 7’ Costantini |

| Arbitro: | Bracaccini (Macerata) |

|              |           |                          |
| Chinapah 88’ | Marcatori | 16’ Ciotola 83’ Sforzini |

| Arbitro: | Emmanuele (Pisa) |

|              |           |                                                  |
| Sforzini 88’ | Marcatori | 7’ Tajarol 16’, 48’ Sannipoli 68’ (rig.) Lorusso |

| Arbitro: | Piazzini (Prato) |

|           |           |                                               |
| Spano 50’ | Marcatori | 22’ Da Dalt 31’, 90+4’ Tribuzzi 90+2’ Ciotola |

| Arbitro: | Zamagni (Cesena) |

|                                                     |           |            |
| Sforzini 7’, 80’ Tribuzzi 10’ De Vena 34’, 36’, 51’ | Marcatori | 17’ Alonzi |

| Arbitro: | Munerati (Rovigo) |

|                        |           |  |
| Spinola 58’ Bianco 73’ | Marcatori |  |

| Arbitro: | Caldera (Como) |

|             |           |                      |
| Dondoni 80’ | Marcatori | 40’ (rig.) Cittadino |

#### Girone di ritorno
| Arbitro: | Costanza (Agrigento) |

|                        |           |  |
| De Vena 52’ Morero 59’ | Marcatori |  |

| Arbitro: | Catanoso (Reggio Calabria) |

|  |           |              |
|  | Marcatori | 66’ Tribuzzi |

| Arbitro: | Morabito (Taurianova) |

|                                              |           |            |
| De Vena 80’ (rig.) Tribuzzi 84’ Matute 90+2’ | Marcatori | 47’ Florio |

| Arbitro: | Scarpa (Collegno) |

|               |           |             |
| Cardinali 74’ | Marcatori | 13’ De Vena |

| Arbitro: | Zucchetti (Foligno) |

|                  |           |                    |
| Ricamato 25’ 72’ | Marcatori | 51’ (rig.) De Vena |

| Arbitro: | Bertini (Lucca) |

|            |           |  |
| De Vena 8’ | Marcatori |  |

| Arbitro: | Costanza (Agrigento) |

|  |           |                                 |
|  | Marcatori | 31’ (rig.) De Vena 86’ Tribuzzi |

| Arbitro: | Nicolini (Brescia) |

|            |           |  |
| Matute 76’ | Marcatori |  |

| Arbitro: | Zamagni (Cesena) |

|            |           |  |
| Palmas 22’ | Marcatori |  |

| Arbitro: | Delrio (Reggio nell'Emilia) |

|                          |           |           |
| Mentana 43’ Alfageme 49’ | Marcatori | 31’ Proia |

| Arbitro: | Picchi (Lucca) |

|  |           |                                                 |
|  | Marcatori | 2’ Alfageme 10’ De Vena 55’ Tribuzzi 69’ Morero |

| Arbitro: | Scatena (Avezzano) |

|                        |           |  |
| De Vena 10’ Matute 77’ | Marcatori |  |

| Arbitro: | Vergaro (Bari) |

|             |           |                         |
| Origlia 73’ | Marcatori | 8’ Sforzini 80’ Ciotola |

| Arbitro: | Frascaro (Firenze) |

|                     |           |  |
| Sforzini 34’ (rig.) | Marcatori |  |

| Arbitro: | Giaccaglia (Jesi) |

|  |           |                                   |
|  | Marcatori | 20’ Di Paolantonio 90+3’ Gerbaudo |

| Arbitro: | Sicurello (Seregno) |

|                            |           |           |
| Capitanio 20’ Sforzini 87’ | Marcatori | 27’ Spano |

| Arbitro: | Monaco (Termoli) |

|              |           |                        |
| Alonzi 45+1’ | Marcatori | 14’ Morero 20’ Da Dalt |

| Arbitro: | Cavaliere (Paola) |

|                                     |           |             |
| De Vena 9’ Tribuzzi 61’ Ciotola 77’ | Marcatori | 4’ Demartis |

| Arbitro: | Emmanuele (Pisa) |

|  |           |                          |
|  | Marcatori | 30’ De Vena 42’ Tribuzzi |

#### Spareggio promozione
| Arbitro: | Di Marco (Ciampino) |

|                          |           |  |
| De Vena 38’ Tribuzzi 49’ | Marcatori |  |

### Poule scudetto
| Arbitro: | Emmanuele (Pisa) |

|             |           |  |
| De Vena 57’ | Marcatori |  |

| Arbitro: | Piazzini (Prato) |

|  |           |             |
|  | Marcatori | 81’ De Vena |

| Arbitro: | Nicolini (Brescia) |

|                                       |           |  |
| Di Paolantonio 22’, 78’ Ciotola 90+5’ | Marcatori |  |

| Arbitro: | Emmanuele (Pisa) |

|                             |                      |                            |
| Capogna 55’                 | Marcatori            | 59’ Morero                 |
| Segato Pedrocchi Lisai Fall | Tiri di rigore 0 – 2 | Morero Pepe Di Paolantonio |

### Coppa Italia Serie D

#### Turno preliminare
| Arbitro: | Centi (Viterbo) |

|  |           |              |
|  | Marcatori | 40’ Esposito |

## Statistiche

### Statistiche di squadra
| Competizione         | Punti | In casa | In casa | In casa | In casa | In casa | In casa | In trasferta | In trasferta | In trasferta | In trasferta | In trasferta | In trasferta | Totale | Totale | Totale | Totale | Totale | Totale | DR  |
| Competizione         | Punti | G       | V       | N       | P       | Gf      | Gs      | G            | V            | N            | P            | Gf           | Gs           | G      | V      | N      | P      | Gf     | Gs     | DR  |
| -------------------- | ----- | ------- | ------- | ------- | ------- | ------- | ------- | ------------ | ------------ | ------------ | ------------ | ------------ | ------------ | ------ | ------ | ------ | ------ | ------ | ------ | --- |
| Serie D              | 83    | 19      | 15      | 3       | 1       | 38      | 15      | 19           | 11           | 2            | 6            | 32           | 21           | 38     | 26     | 5      | 7      | 70     | 36     | +34 |
| Poule Scudetto       | -     | 1       | 1       | 0       | 0       | 1       | 0       | 3            | 2            | 1            | 0            | 5            | 1            | 4      | 3      | 1      | 0      | 6      | 1      | +5  |
| Coppa Italia Serie D | -     | 1       | 0       | 0       | 1       | 0       | 1       | 0            | 0            | 0            | 0            | 0            | 0            | 1      | 0      | 0      | 1      | 0      | 1      | -1  |
| Totale               | -     | 21      | 16      | 3       | 2       | 39      | 16      | 22           | 13           | 3            | 6            | 37           | 22           | 43     | 29     | 6      | 8      | 76     | 38     | +38 |

### Andamento in campionato
| Giornata  | 1 | 2 | 3 | 4 | 5 | 6 | 7 | 8 | 9 | 10 | 11 | 12 | 13 | 14 | 15 | 16 | 17 | 18 | 19 | 20 | 21 | 22 | 23 | 24 | 25 | 26 | 27 | 28 | 29 | 30 | 31 | 32 | 33 | 34 | 35 | 36 | 37 | 38 |
| --------- | - | - | - | - | - | - | - | - | - | -- | -- | -- | -- | -- | -- | -- | -- | -- | -- | -- | -- | -- | -- | -- | -- | -- | -- | -- | -- | -- | -- | -- | -- | -- | -- | -- | -- | -- |
| Luogo     | T | C | T | C | C | T | C | T | C | T  | C  | T  | C  | T  | C  | T  | C  | T  | C  | C  | T  | C  | T  | T  | C  | T  | C  | T  | C  | T  | C  | T  | C  | T  | C  | T  | C  | T  |
| Risultato | V | V | V | N | V | P | V | P | N | N  | V  | P  | V  | V  | P  | V  | V  | P  | N  | V  | V  | V  | N  | P  | V  | V  | V  | P  | V  | V  | V  | V  | V  | V  | V  | V  | V  | V  |
| Posizione | 2 | 1 | 1 | 1 | 1 | 3 | 2 | 3 | 5 | 4  | 4  | 5  | 5  | 3  | 5  | 4  | 4  | 7  | 5  | 4  | 4  | 4  | 4  | 5  | 5  | 4  | 4  | 4  | 4  | 3  | 3  | 3  | 3  | 2  | 2  | 2  | 1  | 1  |

Legenda:

Luogo: C = Casa; T = Trasferta. Risultato: V = Vittoria; N = Pareggio; P = Sconfitta.